# Triangolo acutangolo

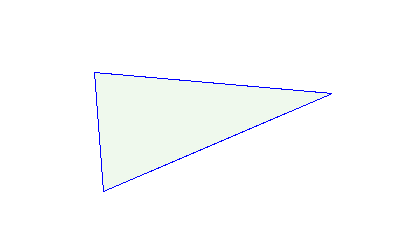
Un triangolo acutangolo scaleno.

In matematica, in particolare in geometria, un triangolo acutangolo è un triangolo che ha tutti gli angoli acuti, cioè di ampiezza inferiore a 90°.
Un esempio di triangolo acutangolo è il triangolo equilatero poiché ha tutti gli angoli di 60°.

## Particolarità
- Incentro, baricentro e circocentro sono tutti e tre sempre interni a qualsiasi triangolo acutangolo.